# Jonathan Elias Weiske
Jonathan Elias Weiske (* 4. Februar 1996 in Berlin) ist ein deutscher Schauspieler und Synchronsprecher.

## Leben
Jonathan Weiskes Vater Oliver Betke und seine Mutter Claudia Weiske sind Schauspieler. Jonathan Weiske stand im Alter von fünf Jahren das erste Mal vor der Kamera, wo er in einer Folge der ZDF-Serie Herzschlag – Das Ärzteteam Nord spielte. Zwei Jahre später spielte er in dem Kurzfilm Jesus Christ des Regisseurs U. Preatel. Danach folgten noch einige kleinere Rollen, bis er 2005 seine erste große Rolle in der dreijährigen Serie Fünf Sterne auf ZDF bekam, in der er zusammen mit Ralf Bauer spielte.
2009 übernahm er die Sprechrolle des Tom in der Kinderserie D.I.E. Detektive im Einsatz auf Super RTL unter der Regie von  N. Spier und 2009 sowie 2010 sprach er für die Rolle des Frodo in dem Spiel Die Abenteuer von Aragorn (Aragorn’s Quest). Daraufhin folgten einige weitere Sprechrollen in bekannten Serien wie Der Denver-Clan und Grey’s Anatomy.
Seitdem spielte er in vielen weiteren Serien und Filmen, wie zum Beispiel in Hameln, Dornröschen und der Fluch der siebten Fee, Falkenberg – Mord im Internat? und den Kinofilmen Misfit - Der Film, Allein gegen die Zeit  − Der Film und The Vagabonds. 2024 trat Weiske in der Rolle des Ik "Halbblut" Senanda bei den Karl-May-Festspielen auf der Freiluftbühne in Elspe auf.

## Filmografie

### Film und Fernsehen
- 2002: Herzschlag – Das Ärzteteam Nord (1 Folge)
- 2003: Jesus Christ (Kurzfilm)
- 2005–2008: Fünf Sterne (Fernsehserie) (14 Folgen)
- 2008: Typisch Mann! (1 Folge)
- 2010: Sind denn alle Männer Schweine?
- 2011: Augen zu
- 2012: Mandy will ans Meer
- 2015: SOKO Wismar – Gras drüber
- 2015: Alles was zählt (14 Folgen)
- 2016: Allein gegen die Zeit  − Der Film
- 2016–2017: Der Lehrer (3 Folgen)
- 2017: Der Kriminalist (1 Folge)
- 2017: Immigration Game
- 2017: Das Pubertier (1 Folge)
- 2017, 2019: Notruf Hafenkante (2 Folgen)
- 2017: Ellas Baby
- 2018: Au/Ra – Panic Room
- 2019: Misfit
- 2019: Falkenberg – Mord im Internat? (6 Folgen)
- 2019: In aller Freundschaft – Die jungen Ärzte – Vermisst
- 2019: Dr. Kleist – Falsche Freunde
- 2020: SOKO Köln – Aufruhr
- 2020–2021: Unter uns (Fernsehserie, 59 Folgen)
- 2021: SOKO Leipzig – Die Mörder meiner Tochter
- 2021: Alarm für Cobra 11 – Die Autobahnpolizei (Fernsehserie, Folge: Abflug)
- 2021: Nix Festes – Die weibliche Perspektive
- 2021: Blutige Anfänger (1 Folge)
- 2022: Letzte Spur Berlin – Am Ende der Wut
- 2022: The Vagabonds
- 2023: SOKO Wismar - Holz fällt!
- 2023: A War Poem
- 2024: SOKO Leipzig - Machtspiel
- 2024: Schnee im Juni
- 2024: Die Bergretter
- 2024: Märchenperlen: Dornröschen und der Fluch der siebten Fee (Fernsehreihe)
- 2024: Hameln

### Synchronrollen
- 2009: D.I.E Detective im Einsatz
- 2009–2010: Die Abenteuer von Aragorn
- 2010: Grey’s Anatomy
- 2011: Navy CIS: L.A.
- 2012: Grey’s Anatomy
- 2012: Der kleine Prinz
- 2022: Bull
- 2022: Glühendes Feuer
- 2022: Arthur Malediction
- 2022: Merli
- 2022: Der Denver-Clan
- 2022: DMZ
- 2022: Tom Swift
- 2023: 9-1-1
- 2023: Let The Right One In
- 2023: Walker
- 2023: Chicago Med
- 2023: Door Mouse
- 2023: Wo ist Anne Frank